# 達里夫卡 (斯卡多夫斯克區)
46°11′48″N 33°11′16″E / 46.19667°N 33.18778°E
達里夫卡（烏克蘭語：Дарівка）是位於烏克蘭南部的村莊，由赫爾松州斯卡多夫斯克區的斯卡多夫斯克市鎮負責管轄。該村始建於1910年，面積0.55平方公里，海拔高度6米，2001年人口200，人口密度每平方公里363.6人。